# Notte dei fuochi
Durante la Notte dei fuochi (in tedesco Feuernacht), tra l'11 e il 12 giugno 1961, un gruppo di terroristi sudtirolesi, aderenti al Befreiungsausschuss Südtirol, compirono numerosi attentati dinamitardi. In Alto Adige, durante tale notte vengono solitamente accesi i cosiddetti fuochi del Sacro Cuore in ricordo della vittoria di Andreas Hofer contro le truppe francesi napoleoniche.

## Storia
La prima esplosione si registrò all'una di notte nel centro di Bolzano seguita nelle due ore successive da altre 46 che abbatterono decine di tralicci dell'alta tensione (un'altra versione riporta che vi furono 350 ordigni). Non riuscirono però a interrompere completamente la distribuzione dell'energia elettrica. 
I controlli messi subito in atto dalle forze di polizia e armate portarono all'individuazione di una carica inesplosa presso un cavalcavia e 50 q di dinamite e una grossa mina posti vicino alla diga di Selva dei Molini.
Per gli attentati della "Notte dei fuochi" fu fatto largo uso di esplosivo al plastico, questo porta la morte al cantoniere dell'Anas Giovanni Postal, rimasto ucciso la mattina del 12 giugno mentre tentò di spostare una carica inesplosa ai margini della strada statale tra il Trentino e il Sud Tirolo.
Successive indagini consentirono di portare in giudizio davanti alla Corte d'assise di Milano ben 91 persone: 22 in stato di detenzione, 46 a piede libero e 23 latitanti. La sentenza n. 57/1964 del 9 novembre 1964 inflisse pesanti condanne. Quelle oltre i 15 anni di reclusione furono irrogate a:
- Luis Amplatz (25 anni e 6 mesi)
- Kurt Welser (23 anni e 10 mesi)
- Wolfgang Pfaundler (22 anni e 10 mesi)
- Heinrich Klier (21 anni e 10 mesi)
- Siegfried Carli (19 anni e 6 mesi)
- Eduard Widmoser (19 anni e 4 mesi)
- Georg Klotz (18 anni e 2 mesi)
- Sepp Kerschbaumer (15 anni e 11 mesi)

La corte d'assise d'appello riformò parzialmente le pene inflitte ad alcuni dei condannati in primo grado. Per quanto riguarda quelli precedentemente citati:
- Wolfgang Pfaundler fu condannato a 20 anni e 11 mesi
- Heinrich Klier fu condannato a 19 anni e 11 mesi
- Siegfried Carli fu condannato a 17 anni e 11 mesi

## Risvolti politici
Nei suoi ricordi, Alcide Berloffa racconta che la mattina del 12 giugno dopo gli attentati c’era a Bolzano una tensione altissima soprattutto nel gruppo etnico italiano, tanto che si parlava di una marcia degli operai della zona industriale. La sera, alla partenza del treno dei parlamentari di Bolzano convocati a Roma, vi fu una manifestazione degli italiani che chiesero a Berloffa provvedimenti decisi contro i dinamitardi e contro le solidarietà di cui godevano. Il Secolo d’Italia, il giornale del MSI, auspicava la messa fuori legge della SVP, mossa che in realtà avrebbe fatto il gioco dei terroristi. Tuttavia le dichiarazioni delle autorità italiane furono molto composte nonostante l’emozione suscitata dagli attentati. Il vicepresidente del Consiglio Attilio Piccioni affermò che lo scopo dei terroristi era quello d’impedire una soluzione pacifica della vertenza come cercava il governo italiano e non a caso gli attentati avvenivano alla vigilia di un nuovo incontro tra Segni e Kreisky questa volta a Zurigo. Scelba già per il 13 giugno convocò due importanti riunioni d’emergenza al Quirinale. La prima alle 8 con i responsabili degli organi di sicurezza, ma anche con i ministri interessati alla questione come quello delle Finanze Giuseppe Trabucchi e dell’Istruzione Giacinto Bosco per occuparsi anche dello sviluppo economico e culturale della provincia. La seconda riunione fu alle 10.30 con il presidente della Regione Trentino-Alto Adige Luigi Dalvit, il commissario di governo Giulio Bianchi di Lavagna, il presidente della Provincia di Bolzano e leader della SVP Silvius Magnago e i parlamentari della Provincia di Bolzano Toni Ebner, Karl Mitterdorfer, Roland Riz, Karl Tinzl, Luis Sand e Alcide Berloffa».

## Controversia storiografica
Sull'importanza degli attentati terroristici rispetto al raggiungimento dell'autonomia territoriale della Provincia autonoma di Bolzano - che avverrà solo nel 1972 - è, da tempo, in atto una controversia storiografica. Bisogna sottolineare che gli attentatori erano orientati verso la secessione della Provincia di Bolzano dall'Italia e non miravano a un'autonomia che avrebbe comunque preservato il potere statale italiano sull'area. Inoltre l'opinione pubblica locale non era completamente a favore dell'uso della violenza, considerandola controproducente.
Anche la Südtiroler Volkspartei (il maggior partito locale), la diocesi cattolica locale e il più importante organo di stampa di lingua tedesca, il quotidiano locale Dolomiten, condannarono fin dall'inizio l'uso delle bombe, pur riconoscendo il profondo disagio nel quale le popolazioni tedesche e ladine dell'Alto Adige versavano a causa della politica oppressiva delle istanze nazionali anche dopo la fine del Ventennio fascista.
In memoria dei 50 anni trascorsi dalla Notte dei fuochi, l'Heimatbund, ovvero la lega per la patria sudtirolese, ha fatto coniare un'apposita medaglia, con inciso il viso di Sepp Kerschbaumer.